# Arvidstorp
Arvidstorp är en stadsdel omedelbart nordväst om Falkenbergs centrum. Arvidstorp ingick i Stafsinge socken och införlivades efter statligt beslut med Falkenbergs stad vid årsskiftet 1936–37. Därmed kunde folkskolebarnen börja gå i den närbelägna Västra folkskolan (senare Möllevägsskolan) i Falkenberg i stället för som tidigare i Stafsinge. Den första elledningen drogs från Falkenberg 1914, men inte förrän 1948–49 fick Arvidstorp tillgång till kommunalt vatten och avlopp. 
Bebyggelsen utgjordes till en början mest av enkla små trähus, bostäder för stadens arbetare, men kom med tiden att bli mera differentierad. Under 1900-talet fanns vid Bräckevägen och i dess närhet en del näringsverksamhet: Bräcke bryggeri (nedlagt 1953), Winbos smedja, fiskeredskapsfabriken Wästkust och Falkenbergs skofabrik (nedlagd 1966), en av stadens större. Fram till 1962 genomskars stadsdelen av Falkenbergs Järnväg (”Pyttebanan”). Trafiken på den aktuella sträckan upphörde dock redan 1959. Under de senaste 40 åren har många ny- och ombyggnader skett, och stadsdelen, som nu helt domineras av bostäder, mest villor, har kommit att alltmer likna andra bostadsområden i stadens yttre delar. Arvidstorps Idrottsklubb (AIK) är ett fotbollslag med hemmaplan (AIK-vallen) i Stafsinge. 